# Achimi
Achimi era o deus búfalo do povo Cabila (kabyles, em francês), da Argélia. Com seu pai, o deus búfalo Itherther, eles foram responsáveis pelo desenvolvimento da caça e do consumo de carne na mitologia cabila.

## Mitologia
Achimi era o filho do primeiro búfalo, Itherther e Thamuatz. Depois de um encontro próximo com os primeiros humanos, Achimi recebeu conselhos de uma formiga que lhe contou como o mundo funcionava. Ela disse que se quisesse uma vida confortável, mas curta, teria que viver e servir os humanos. Se queria uma vida longa e livre, poderia viver selvagem, mas estaria sempre com fome. Achimi escolheu a liberdade. A formiga também disse que poderia acasalar com sua mãe e irmã. Achimi voltou para casa e fez isso. Quando Itherther descobriu, o pai e o filho lutaram. Derrotado, Itherther fugiu.
Com sua mãe e irmã, Achimi reproduziu para criar um rebanho de búfalos. Muitos anos depois, quando Achimi estava velho, o rebanho estava com frio, faminto e sofrendo. Achimi lembrou-se do conselho da formiga e percebeu que seria melhor ter uma vida curta mas confortável vivendo com humanos. Ele levou o rebanho para onde os humanos viviam. O búfalo foi bem recebido e, a partir de então, a humanidade manteve o gado.